# Измайлов, Алмас Жасланович
Алмас Жасланович Измайлов (каз. Алмас Жасланұлы Измайлов; род. 30 января 2002, Район Магжана Жумабаева, Северо-Казахстанская область) — казахстанский футболист, нападающий.

## Клубная карьера
Воспитанник северо-казахстанского футбола. Футбольную карьеру начинал в 2020 году в составе клуба «Кызыл-Жар М» во второй лиге. 7 августа 2021 года в матче против клуба «СДЮСШОР № 8» дебютировал в кубке Казахстана (3:2). 30 октября 2022 года в матче против клуба «Астана» дебютировал в казахстанской Премьер-лиге (0:2), выйдя на замену на 66-й минуте вместо Брандана.

## Клубная статистика
| Игровая карьера | Игровая карьера | Игровая карьера | Лига | Лига | Кубок | Кубок | Межд. | Межд. | Др. | Др. |
| --------------- | --------------- | --------------- | ---- | ---- | ----- | ----- | ----- | ----- | --- | --- |
| 2020            | Кызыл-Жар       | А               | —    | —    | —     | —     | —     | —     | —   | —   |
| 2020            | Кызыл-Жар М     | В               | 4    | 1    | —     | —     | —     | —     | —   | —   |
| 2021            | Кызыл-Жар       | А               | —    | —    | 2     | 2     | —     | —     | —   | —   |
| 2021            | Кызыл-Жар М     | Б               | 16   | 3    | —     | —     | —     | —     | —   | —   |
| 2022            | Кызыл-Жар       | А               | 1    | 0    | 2     | 0     | —     | —     | —   | —   |
| 2022            | Кызыл-Жар М     | В               | 21   | 14   | —     | —     | —     | —     | —   | —   |